# ブルームフィールドヒルズ

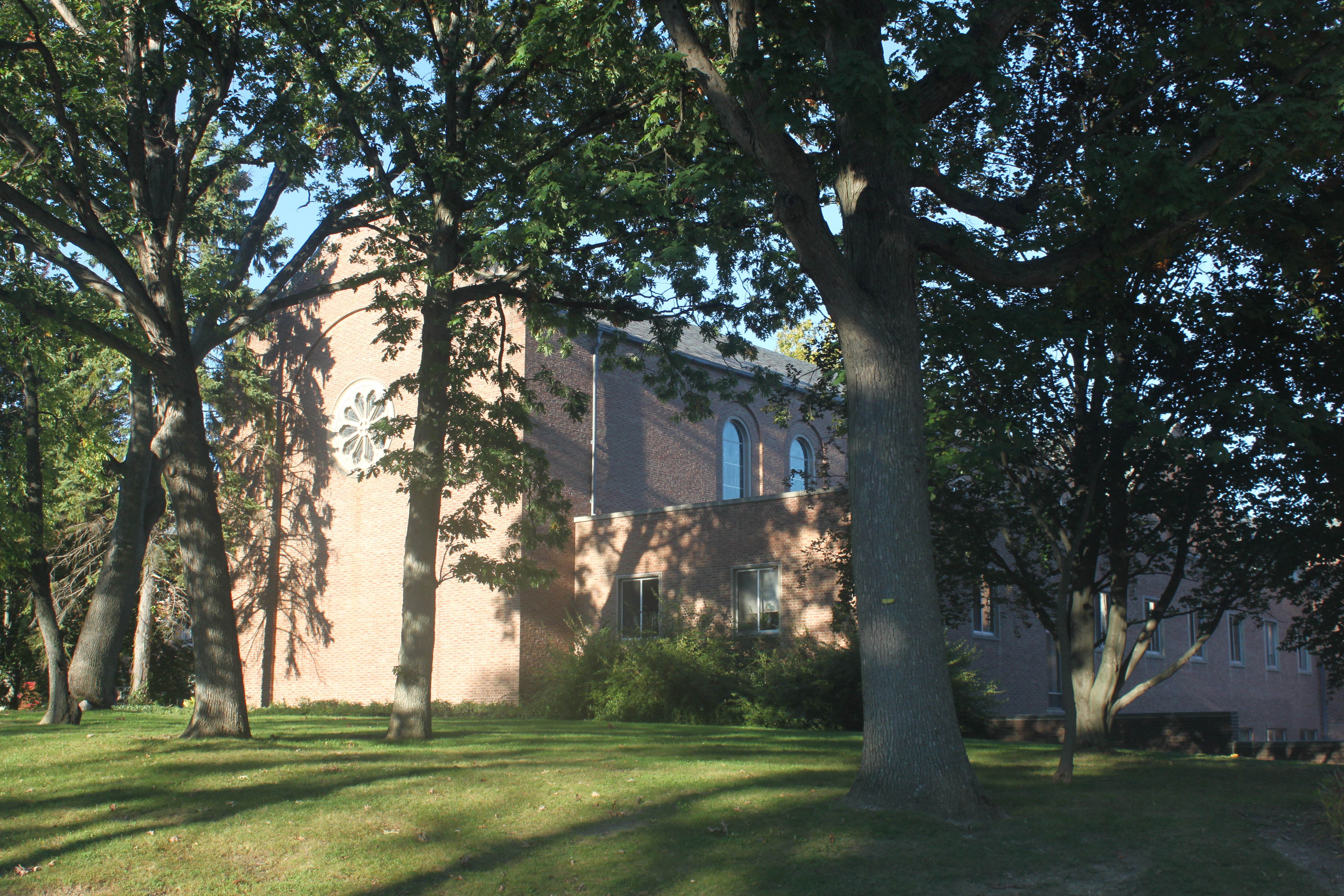
セイクリッドハート高校

ブルームフィールドヒルズ（Bloomfield Hills）は、アメリカ合衆国ミシガン州のオークランド郡にある都市。面積13平方キロメートルの小さな自治体である。人口は4,442人（2020年）。ブルームフィールド郡区と隣接している。座標は、北緯42度35分01秒 西経83度14分44秒 / 北緯42.58361度 西経83.24556度
デトロイト郊外の代表的な高級住宅街である。治安の悪いダウンタウン周辺とは生活環境の面で大きな差がある。ブルームフィールドは大統領候補の学生が通う私立のボーディングスクールや、ヘリコプターなどを所有する世界有数の億万長者の邸宅や、ゴルフ場、テニスコートなどが森や湖に囲まれて存在している。

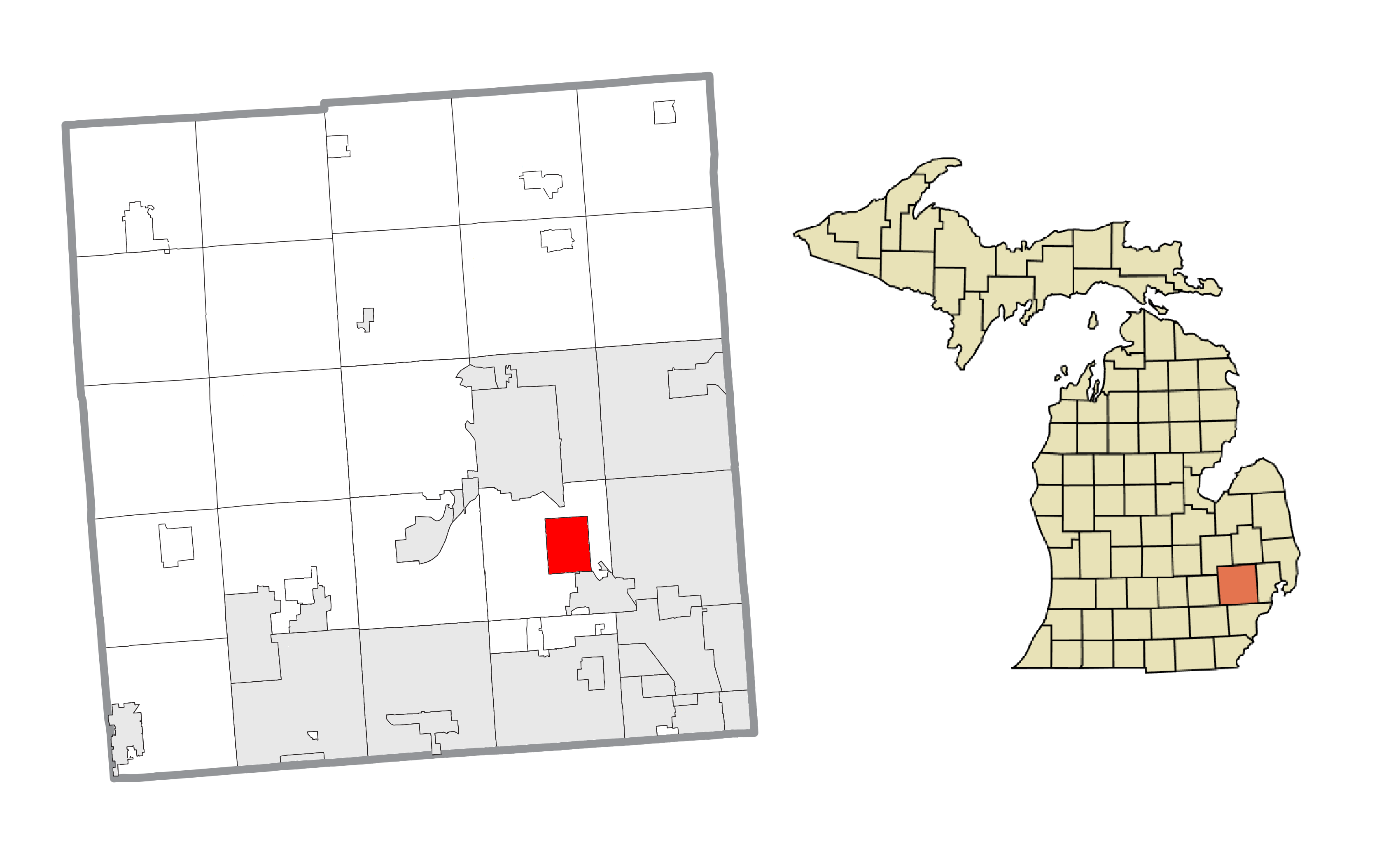
オークランド郡内の位置